# Fehérvári Tamás (politikus)
Fehérvári Tamás (Dombóvár, 1956. február 10. –) középiskolai tanár, volt országgyűlési képviselő (Fidesz-KDNP); a Tolna Megyei Önkormányzat Közgyűlésének elnöke.

## Életútja
Fehérvári Lajos és Horvát Ilona első gyermekeként látta meg a napvilágot 1956. február 10-én.
Dombóváron érettségizett a Gőgös Ignác Gimnáziumban. A Bánki Donát Gépipari Műszaki Főiskolán  műszaki tanári diplomát, a Testnevelési Főiskolán középfokú vízilabda edzői képesítést szerzett.

## Társasági tagság
- Fidesz–KDNP Pártszövetség
- Tolna Megyei Önkormányzat
- A Magyar Rögbi Szövetség elnöke

## Külső hivatkozások
- A Tolna Megyei Önkormányzat Közgyűlésének tisztségviselői
- Ismét Fehérvári Tamás lett a Tolna Megyei Közgyűlés elnöke - 2019 Archiválva 2021. január 27-i dátummal a Wayback Machine-ben